# Plaisance du Gibelet
Plaisance, princesse d'Antioche et comtesse de Tripoli, est la fille d'Hugues III Embriaco, seigneur du Gibelet, et d'Étiennette de Milly. Sa date de naissance est inconnue ; elle est morte en 1217.
Elle épousa Bohémond IV prince d'Antioche et comte de Tripoli. Ils eurent plusieurs enfants :
- Raymond, bailli d'Antioche, né en 1195, tué à Tortose en 1213,
- Bohémond V (mort en 1252), prince d'Antioche,
- Philippe (mort en 1226), roi d'Arménie,
- Henri, (mort en 1272), ancêtre des rois de Chypre.